# 喬治·亞當斯基
喬治·亞當斯基（George Adamski，1891年4月17日—1965年4月23日）是波蘭裔美國人，因表示照到來自其他星球的太空船照片，與外星人見過面，以及曾經與他們一起飛行過，因此在幽浮學界成名。他自認是個「哲學家、導師、學生以及飛碟研究員」。

## 早年
亞當斯基出生於德意志帝國普魯士王國的布隆貝格。他是波蘭裔父母約瑟夫·亞當斯基（Józef Adamski，1867-1937 年）和弗朗西斯卡·亞當斯卡（Franciszka Adamska，1862-1946 年）所生的五個兄弟姐妹之一。
當他兩歲時，他的家人移民到美國並定居在紐約市。從1913年到1916年，從22歲開始，他是美國第13騎兵團（K Troop）的士兵，在潘喬維拉遠徵期間在墨西哥邊境作戰。
1917年，他與瑪麗·辛貝爾斯基結婚。她於 1954 年去世；他們沒有孩子。結婚後，亞當斯基搬到了西部，在黃石國家公園從事維護工作，並在俄勒岡州的一家麵粉廠和加州的一家混凝土工廠工作。 20 世紀 20 年代，亞當斯基對深奧的神秘宗教神智學以及一種稱為新神智學的變體產生了興趣。到了 1930 年，“亞當斯基已成為加州神秘界的小人物”，他個人教授基督教和東方宗教的混合體，他稱之為“普世進步基督教”和“普世法則”。
1930年代初，亞當斯基居住在南加州時，在拉古納海灘創立了“西藏皇家會” ，並在“科學哲學殿堂”舉行會議。亞當斯基在寺廟擔任「哲學家」和老師。 「西藏皇家勳章」在禁酒令期間獲得政府許可，可以為「宗教目的」釀造葡萄酒；亞當斯基被引述說：“我為整個南加州生產了足夠的葡萄酒......我賺了一大筆錢！” 然而，1933 年 12 月禁酒令的結束也標誌著他利潤豐厚的釀酒業務的衰落，亞當斯基後來告訴兩個朋友，就在那時，他「不得不陷入「飛碟」垃圾之中」。
1940 年，亞當斯基、他的妻子和一些親密的朋友搬到了加州帕洛瑪山附近的一個牧場，在那裡他們致力於研究宗教、哲學和農業。1944 年，在 Adamski 的學生 Alice K. Wells 的資助下，他們在帕洛瑪山腳下S6高速公路沿線購買了 20 英畝（8.1 公頃）的土地，在那裡建造了一個新家，一個名為帕洛瑪花園的露營地，還有一家名為 Palomar Gardens Cafe 的小餐館。
在露營地和餐廳，亞當斯基「經常向學生、崇拜者和遊客進行有關東方哲學和宗教的講座，有時會講到深夜」。他還在露營地建造了一個木製天文台，用來安置他的六英寸望遠鏡，而到帕洛瑪山的遊客和遊客經常收到這樣的錯誤印象：亞當斯基是一位與山頂著名的帕洛瑪天文台有關的天文學家。亞當斯基「只有在被迫時」才會糾正這種不準確的印象。儘管亞當斯基通常被他的崇拜者和追隨者稱為“教授”亞當斯基，並且他經常暗示或聲稱擁有各種學術學位，但亞當斯基沒有獲得任何認可的學院或大學的研究生或本科學位，事實上，他只擁有三年級教育。
1946 年 10 月 9 日，在一次流星雨期間，亞當斯基和一些朋友聲稱，當他們在帕洛瑪花園露營地時，他們目睹了一艘巨大的雪茄形狀的「母船」。 1947 年初，亞當斯基拍攝了一張他聲稱是 1946 年雪茄形狀的「母船」在帕洛瑪花園上空穿越月球的照片。 1947 年夏天，在美國首次廣泛報導 UFO 目擊事件後，亞當斯基聲稱有一天晚上他看到 184 個 UFO 飛過帕洛瑪花園上空。
1949 年，亞當斯基開始向南加州的民間團體和其他組織舉辦他的第一次 UFO 講座；他要求並收到了講座費用。在這些講座中，他提出了一些“奇妙”的主張，例如“政府和科學界在兩年前就通過雷達跟踪月球另一側 700 英尺長的航天器，確定了不明飛行物的存在。” 在他的演講中，亞當斯基進一步聲稱「科學現在知道[地球太陽系]的所有行星都有人居住」並且「從帕洛瑪山天文台拍攝的火星照片證明火星上的運河是人造的，建造的”其智慧遠超地球上任何人。” 
然而，正如一位不明飛行物歷史學家所指出的那樣，「即使在20 世紀50 年代初，亞當斯基關於金星、火星和太陽係其他行星表面狀況和宜居性的斷言也與大量科學證據相悖。…當時的主流不明飛行物學家幾乎對亞當斯基懷有敵意，他們不僅認為他和類似的接觸者故事是欺詐性的，而且認為接觸者讓嚴肅的不明飛行物調查人員看起來很可笑。
1950 年 5 月 29 日，亞當斯基拍攝了一張他聲稱天空中有六個不明物體的照片，這些物體似乎正在編隊飛行。島國格林納達為紀念“UFO 年”，於 1978 年 8 月發行了紀念郵票，其中描繪了這張UFO照片。
1952 年 11 月 20 日，亞當斯基和幾個朋友在加州沙漠中心鎮附近的科羅拉多沙漠中，據稱當時他們看到一個巨大的潛艇形狀的物體在天空中盤旋。據說亞當斯基相信這艘船正在尋找他，因此離開了他的朋友並離開了主幹道。根據亞當斯基的描述，不久之後，一艘由一種半透明金屬製成的偵察船在他附近著陸，其飛行員，一位名叫歐松（Orthon）的金星人下船並尋找他。亞當斯基聲稱與他在一起的人也看到了金星飛船，其中一些後來表示他們可以看到亞當斯基在沙漠中與某人會面，儘管距離相當遠。

亞當斯基將奧森描述為一個中等身高的人形生物，有著金色長髮和曬黑的皮膚，穿著紅棕色的鞋子，不過，正如亞當斯基補充的那樣，“他的褲子和我的不一樣。” 亞當斯基說，奧森透過心靈感應和手勢與他交流。
在談話中，奧森據稱警告了核戰的危險，亞當斯基後來寫道，“這位金星居民的存在就像偉大的愛和理解智慧的溫暖擁抱。” 亞當斯基聲稱奧森拒絕讓自己被拍照，而是要求亞當斯基向他提供一張空白的底片，亞當斯基聲稱這是他給了奧森的。 喬治·亨特·威廉森（George Hunt Williamson，聯絡人和亞當斯基同事）也聲稱，在奧森離開後，他能夠製作奧森鞋印的石膏模型。這些印記包含神秘的符號，亞當斯基說這是來自歐鬆的訊息。
據說 Orthon 已於 1952 年 12 月 13 日將底片歸還給 Adamski；當開發出來時，人們發現它包含奇怪的新符號。據說，正是在這次會議期間，亞當斯基使用他的 6 英寸（150 毫米）望遠鏡拍攝了一張現在著名的 Orthon 的金星偵察船照片。當時，懷疑論者表示，它看起來可疑地像「雞孵化器」的頂部，用於加熱新孵化的家禽。
古怪的英裔愛爾蘭人德斯蒙德·萊斯利與亞當斯基建立了通信。1950 年代中期，萊斯利在他的家中拍攝了一部名為《萊斯利城堡》的低成本 UFO 電影。影片中的飛碟是透過懸掛在釣魚線上的西班牙文藝復興時期盾牌上的閃亮鏡子製成的。這部電影於 2010年被重新發現。
由於需要資金並熱衷於創作暢銷書，萊斯利寫了一篇關於外星人訪問地球的手稿。它的起源是萊斯利在朋友的圖書館偶然發現了威廉·斯科特·埃利奧特1896 年所寫的一本《亞特蘭蒂斯和失落的利莫里亞的故事》一書。
亞當斯基向萊斯利發送了一份關於他與奧森接觸的書面記錄和照片。萊斯利將兩部作品合併成 1953 年合著的《飛碟已著陸》一書。這本書成為暢銷書，引起了亞當斯基和萊斯利新聞媒體的關注，並最終成為「新時代運動的關鍵文本」。

第二年，萊斯利拜訪了加州的亞當斯基，並聲稱與他一起目睹了幾個不明飛行物。萊斯利在聖地牙哥寫給妻子的一封信中描述了其中的一個：
……夕陽下一艘美麗的金色船，但比夕陽還要明亮……它慢慢地消失了，就像他們一樣。
飛碟著陸聲稱來自金星和太陽係其他行星的北歐外星人經常訪問地球。根據書，奧森和其他外星人擔心地球大氣層中的核彈試驗會殺死地球上的所有生命，將輻射傳播到太空，並污染其他行星。亞當斯基聲稱北歐外星人崇拜“萬物的造物主”，但“地球上的我們對這位造物主知之甚少……我們的理解很淺薄”。
亞當斯基在 1955 年出版的《太空船內部》一書中聲稱，奧森安排他去參觀太陽系，包括金星，奧森說已故的亞當斯基夫人就是在那裡轉世的。他聲稱在另一次航行中遇到了1000歲的“太空人的年長哲學家”，被稱為“大師”。亞當斯基說，他和大師討論了哲學、宗教和「地球在宇宙中的位置」。亞當斯基說，他得知自己被北歐外星人選中，將他們的和平信息帶給地球人，歷史上的其他人類也曾擔任過他們的使者，包括耶穌基督。亞當斯基進一步聲稱外星人在地球上和平地生活，他在南加州的酒吧和餐廳裡見過他們。
亞當斯基的故事促使其他人提出自己的主張，聲稱與友好的“太空兄弟”進行過接觸和星際旅行，其中包括霍華德·門格爾、丹尼爾·弗萊、喬治·範·塔塞爾和杜魯門·貝瑟勒姆等人物。亞當斯基和其他接觸者傳達的訊息是，地球太陽系的其他行星都「居住著外表英俊、精神進化的生物，他們已經超越了地球人的問題……《太空船內部》的讀者進入一個完美的世界，只要我們表現得好，我們就能在地球上創造出這樣的世界。” 透過書籍、講座和會議，特別是加州蘭德斯附近一年一度的巨石UFO 大會，接觸者運動在整個 20 世紀 50 年代不斷發展。然而，亞當斯基仍然是最突出、最有影響力的接觸者。
亞當斯基關於乘坐不明飛行物的說法激發了英國天文學家帕特里克·摩爾和他的朋友彼得·戴維斯使用虛假身份塞德里克·阿林厄姆精心策劃的騙局。
1957年，亞當斯基收到一封署名為「RE Straith」的信件，據稱是美國國務院「文化交流委員會」的代表。信中稱，美國政府知道亞當斯基曾在 1952 年在加州沙漠中與外星人交談過，一群高級政府官員計劃公開證實亞當斯基的故事。亞當斯基對這項認可感到自豪，並展示了它來支持他的主張。
然而，1985 年，不明飛行物學家 詹姆斯·W·莫斯利 (James W. Moseley)透露，這封信是個騙局。莫斯利說，他和他的朋友格雷·巴克（Gray Barker）獲得了一些國務院官方信頭，創建了 RE Straith 角色，然後將這封信寫給亞當斯基作為惡作劇。據莫斯利稱，聯邦調查局調查了此案，發現這封信是一場騙局，但並未對莫斯利或巴克提出指控。
莫斯利還寫道，聯邦調查局通知亞當斯基，斯特拉斯的信是一個騙局，並要求他停止使用它作為支持他的主張的證據，但亞當斯基拒絕並繼續在他的講座和演講中展示這封信。這並不是亞當斯基第一次聲稱政府支持他的不明飛行物故事。1953 年，他在加州科羅納獅子俱樂部的一次會議上表示，他的「材料已全部得到聯邦調查局和空軍情報局的批准」。
當聯邦調查局得知亞當斯基的說法後，派了三名特工與亞當斯基交談。他否認曾表示聯邦調查局或美國空軍情報部門支持他的說法（儘管當地報紙《河濱企業報》報道了他的言論），並且他同意簽署一封信，聲明「他了解做出虛假聲明的影響」並且聯邦調查局「不認可個人的[主張]」。三名聯邦調查局特工也簽署了這封信，並向亞當斯基提供了一份副本。
然而幾個月後，亞當斯基告訴採訪者，他已被聯邦調查局“清白”，並展示了這封信作為證據。當洛杉磯商業改善局提出投訴時，更多的聯邦調查局特工被派去取回亞當斯基的信件副本，「向他宣讀防暴法案，並警告他，如果他繼續」要求聯邦調查局或政府支持，將採取法律行動。他的故事。亞當斯基後來表示，聯邦調查局「警告他保持沉默」

### 認識荷蘭女王朱麗安娜
1959 年 5 月，荷蘭不明飛行物協會負責人告訴亞當斯基，荷蘭朱莉安娜女王宮殿的官員已與她聯繫，並表示「女王希望接待您」。
亞當斯基向倫敦一家報紙通報了這一邀請，這促使法院和內閣要求女王取消與亞當斯基的私人會見，但女王還是繼續了會見，她說：“女主人不能當著她的面關上門。”客人。” 觀眾結束後，荷蘭航空協會主席科內利斯·科爾夫表示：“女王對整個主題表現出了非凡的興趣。”
荷蘭皇家空軍參謀長海耶·沙佩爾中將表示：“這個人是一個病態的病例。” 《時代》雜誌報道稱，阿姆斯特丹《人民日報》報道稱：“朱莉安娜王后對超自然現象的弱點再次讓她重新成為頭條新聞：她邀請了一位來自加利福尼亞的瘋子到宮殿，他的朋友中有來自火星的人、金星和其他太陽系郊區。” 
合眾國際社和路透社等通訊社向世界各地的報紙分發了這次會議的報導
1962年，亞當斯基宣布他將參加在土星舉行的行星際會議。 1963年，亞當斯基聲稱他已獲得教皇約翰二十三世的秘密接見，並獲得了教皇頒發的“榮譽金勳章”。然而，懷疑論者指出，這枚獎章實際上是義大利米蘭一家公司製造的常見旅遊紀念品，亞當斯基將其裝在一個廉價的塑膠盒中展示給他的朋友——這就是它在羅馬旅遊商店出售的方式。亞當斯基說，他應據稱與他接觸的外星人的要求會見了教皇，目的是請求教皇達成“最終協議”，因為他決定不與任何外星人直接交流，同時也是為了向教宗請求一份「最終協議」。給他液體物質，以挽救他所患的胃腸炎，後來發展為急性腹膜炎。
1965 年 4 月 23 日，74 歲的亞當斯基在華盛頓特區發表 UFO 講座後不久，在馬裡蘭州銀泉的朋友家中因心臟病去世。他被埋葬在阿靈頓國家公墓。

幾十年來，無數批評家和懷疑論者對亞當斯基的說法進行了調查。亞當斯基聲稱在 20 世紀 50 年代見過的外星人被他描述為“來自另一個世界的人類”，通常是淺膚色、淺頭髮的類人生物，後來被稱為北歐外星人。亞當斯基在他的書中聲稱這些「外星人類」來自金星、火星和地球太陽系的其他行星。然而，由於環境條件惡劣，他所提到的所有行星都無法維持人類生命。亞當斯基聲稱遇到的第一個外星人來自金星，但該行星表面的大氣壓力是地球的 92 倍，而且它的雲層中會下落一種被認為是硫酸的有毒物質；金星的大氣層幾乎全部由二氧化碳組成，氧氣很少，金星的平均表面溫度為464°C。亞當斯基在他的一本書中描述了他乘坐飛碟前往月球背面的一次旅行，他聲稱在那裡看到了城市、樹木和雪山；他還聲稱，蘇聯月球探測器Luna 3 號於 1959 年拍攝的第一張月球背面照片經過修改，描繪出一片貧瘠、沒有生命的表面，以隱藏他所看到的景象。然而，所有科學證據以及後來美國太空人的月球旅行都清楚地表明，月球整個表面沒有生命，沒有大氣層。
亞當斯基在他的著作中聲稱他去過金星、火星和地球太陽系的其他行星，並明確指出它們都能夠支持類人生命。正如不明飛行物歷史學家傑羅姆·克拉克所指出的那樣，「一些亞當斯基的支持者堅持認為金星、火星、土星和其他行星只是其他太陽系中行星的代號；然而，亞當斯基的公開著作中沒有任何內容支持這種解釋以及相當多的相反證據。” 
亞當斯基 1955 年出版的《太空船內部》一書描述了他聲稱乘坐 UFO 穿越地球太陽系的旅行，被一些評論家認為是他 1949 年科幻小說的“翻拍”，該小說由露西·麥金尼斯為亞當斯基代筆。為太空先驅。評論家指出，它描述了一次穿越太陽系的虛構航行，聽起來與亞當斯基在《太空船內部》中描述的太空旅行非常相似。
空軍調查
20 世紀 50 年代初至中期，美國空軍上尉愛德華· J·魯佩爾特 (Edward J. Ruppelt)是藍皮書計劃的負責人，該計劃是一個負責調查 UFO 報告的空軍小組。1953 年，魯佩爾特上尉決定調查亞當斯基關於 UFO 的說法。他前往加州的帕洛瑪山，為了避免引起注意，穿著便裝，在他的帕洛瑪花園咖啡館裡，在一大群人面前參加了亞當斯基的一場講座。
魯佩爾特得出結論，亞當斯基是一位才華橫溢的騙子，他的 UFO 故事旨在從他容易上當的追隨者和聽眾那裡賺錢，他將亞當斯基與著名的騙子、嘉年華和馬戲表演者PT Barnum進行了比較。在描述亞當斯基的演講風格時，魯佩爾特寫道：「看著這個人，聽他的故事，你會立即產生相信他的衝動……他穿著破舊但整潔的工作服。他的頭髮略顯灰白，他是我見過的最誠實的一雙眼睛。他說話輕柔而天真，幾乎可悲，給人的印像是「大多數人認為我瘋了，但老實說，我真的沒有。」根據的說法亞當斯基對他的聽眾產生了說服力，當亞當斯基講述他1952 年與Orthon 的初次會面時，“你實際上可以在咖啡館裡聽到眾所周知的針掉落的聲音” 。當亞當斯基完成他的故事時，魯佩爾特指出，他的許多聽眾購買了咖啡館裡出售的亞當斯基 UFO 照片副本。在亞當斯基和其他知名聯繫人主持的另一場演講中，魯佩爾特寫道，“人們花了很多錢來聽亞當斯基的故事

亞當斯基照片和莫斯利調查
魯佩爾特相信「許多接觸者故事的共同基調……是烏托邦。在這些其他世界上沒有疾病，他們學會瞭如何治愈所有疾病。沒有戰爭，他們學會瞭如何治癒疾病。」和平地生活。沒有貧窮，每個人都有他想要的一切。沒有老年，他們已經學會了永生的秘密……很多時候，這個微妙的基調可以歸結為，「站起來，夥計們，把鍋裡的捐款。我即將了解太空人的秘密，只要有一點錢來開展我的工作，我就會告訴你這個秘密。 」
根據魯佩爾特的說法，到1960 年，亞當斯基的UFO 講座，特別是他的前兩本書，使他成為了一個富有的人：「[他的]漢堡攤已經用木板封起來，他現在住在一個大牧場房子裡。他在墨西哥度假，並擁有他自己的文員。他的兩本書《飛碟已經著陸》和《太空船內部》已經售出……20萬冊，並被翻譯成除俄語之外的所有語言。” 魯佩爾特幽默地指出，到1960 年，兩名自稱北歐外星人的“美麗太空女性”正在與亞當斯基、一位來自土星、名叫“Kalna”的金發女郎和另一名名叫“ Ilmuth」的女人約會。

亞當斯基關於乘坐不明飛行物的說法激發了英國天文學家帕特里克·摩爾和他的朋友彼得·戴維斯使用虛假身份塞德里克·阿林厄姆精心策劃的騙局
1965年4月23日，亞當斯基在馬利蘭州銀泉死於心肌梗塞，享年74歲。

## 媒體

### 書籍
- "Flying saucers farewell" (1960), Abelard-Schuman, OCLC 964949
- "Cosmic philosophy" (1972), Pine Hill Press OCLC 13371492
- "Behind the flying saucer mystery" (1967), Paperback Library, OCLC 4020003
- "Telenews" (1960-03-28), OCLC 79040262
- "Telepathy: the cosmic or universal language" (1958), s.n., OCLC 45443839
- "Many mansions" (1955), SS&S Publications, OCLC 45443779
- "Inside the space ships" (1955), G. Adamski Foundation, OCLC 543169
- "Inside the flying saucers" (1955), OCLC 1747128
- "Inside the Spaceships" (1955), Abelard-Schuman, OCLC 543169
- "Flying saucers have landed" (1953), British Book Centre, ISBN 978-0-85435-180-0
- "Pioneers of space: a trip to the moon, Mars and Venus" (1949), s.n., OCLC 4722893
- "Petals of life: poems" (1937), OCLC 47304946

### 映像
- UFO Recording - 8mm filmed by a United States government official named Madeline Rotterfor in the presence of Adamski and several witnesses, at 馬利蘭州銀泉，in 1965年2月28日。

## 延伸阅读
- Battaglia, Debbora; David Samuels, Christopher F. Roth, and Mizuko Ito. . Durham, North Carolina: Duke University Press. 2005. ISBN 978-0-8223-3621-1.

- Lewis, Judith. . LA Weekly. April 5, 2000  [2007-05-05].[永久]

- Walker, Cheryl. . Sign On San Diego. August 13, 2005  [2007-04-27]. （原始内容存档于2006-05-22）.

- Yockel, Michael. . New York Press (Volume 14, Issue 15). April 11, 2001  [2007-04-27]. （原始内容存档于2007-10-13）.

## 外部連結

### 官方網站
- Adamski Foundation（页面存档备份，存于）

### 其他連結
- George Adamski biography
- Hallet, Marc, "Why I Can Say That Adamski Was A Liar", 2005
- Overview of the early 1950s "Contactees," including Adamski
- Coker, Rory, "Profiles in Pseudoscience: George Adamski!(brief outline of Adamski's life and claims; 2005)
- Newscaster Frank Edwards on Adamski（页面存档备份，存于）
- Another Adamski critique
- Straith letter（页面存档备份，存于）
- Contactees I Have Known, by Long John Nebel, as told to Lloyd Malian